# 沃爾頓鎮區 (密蘇里州華盛頓縣)
沃爾頓鎮區（英語：Walton Township）是位於美國密蘇里州華盛頓縣的一個行政鎮區。

## 地方資料
沃爾頓鎮區的面積為198.77平方千米，當中陸地面積為197.81平方千米，而水域面積為0.96平方千米。根據2020年美國人口普查的數據，當地共有人口869人，而人口密度為每平方千米4.37人。